# Rourea ovalis
Rourea ovalis är en tvåhjärtbladig växtart som först beskrevs av Schellenb., och fick sitt nu gällande namn av Leenk.. Rourea ovalis ingår i släktet Rourea och familjen Connaraceae. Inga underarter finns listade i Catalogue of Life.